# Корбеј (Лоаре)
Корбеј (фр. Corbeilles) насеље је и општина у централној Француској у региону Центар (регион), у департману Лоаре која припада префектури Монтаржи.
По подацима из 2004. године у општини је живело 1 472 становника, а густина насељености је износила 45,1 становника/km². Општина се простире на површини од 32,62 km². Налази се на средњој надморској висини од n. c. метара (максималној 96 m, а минималној 79 m).

## Демографија
| 1962. | 1968. | 1975. | 1982. | 1990. | 1999. | 2011. |
| ----- | ----- | ----- | ----- | ----- | ----- | ----- |
| 1.395 | 1.506 | 1.430 | 1.414 | 1.452 | 1.467 | 1.482 |

График промене броја становника у току последњих година